# Historische Kring Baerne
De Historische Kring Baerne is een historische vereniging die belangstelling wil kweken voor geschiedenis omtrent karakteristieke en historisch waardevolle elementen van het Nederlandse dorp Baarn.  De vereniging tracht het cultureel en monumentaal erfgoed levend te houden door het organiseren van tentoonstellingen, lezingen en audiovisuele voorstellingen.
De oudheidkamer van de kring is gevestigd in de kelder van de Openbare bibliotheek in Hoofdstraat 1a te Baarn. Deze verenigingsruimte geeft een beeld van de geschiedenis van Baarn, Eembrugge en Lage Vuursche.
De kring reikt de Meester Pluimprijs uit aan inwoners die zich verdienstelijk maken voor de geschiedenis van Baarn.
Baerne is aangesloten bij het samenwerkingsverband van historische verenigingen in het Gooi, 'Tussen Vecht en Eem'.

## Logo

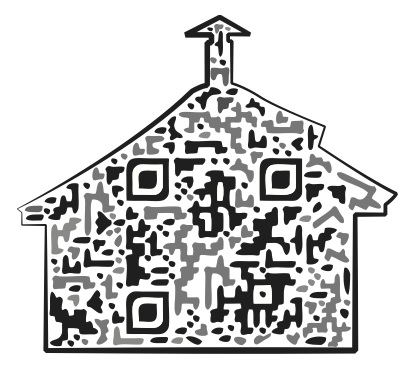
Het logo van Historische Kring Baerne

Het logo van de vereniging bestaat uit een gestileerd tolhuisje waarin een QR-code is verwerkt. Het tolhuisje stond aan de Eemweg van Baarn richting Eembrugge.

## Geschiedenis

### Oprichting
In 1938 werd met de viering van het 40-jarig regeringsjubileum van koningin Wilhelmina een tentoonstelling gehouden in de aula van het Baarnsch Lyceum met als titel Baarn-Soestdijk in de loop der eeuwen. Na afloop werd door J.K. van Loon en J.W. van de Woestijne een verzoek aan B&W gedaan om de bijeengebrachte historische voorwerpen voor de gemeente Baarn te behouden. B&W stelde daarna een commissie in om de Oudheidkamer voor Baarn e.o. op te zetten. In deze commissie zaten onder anderen huisarts P.V. Astro en Kamerlid G.C.J. van Reenen.

### Ruimtegebrek
In 1940 werd het materiaal opgeslagen in de bovenlokalen van de Prinses Julianaschool. Later werd het overgebracht naar het gebouw van het Burgerlijk Armbestuur en na de oorlog kreeg het een plek in het vergaderlokaal boven de poort van woningbouwvereniging Ons Belang aan het Mesdagplein. Het vinden van voldoende ruimte was door de heersende woningnood van na de oorlog een probleem. Bij het derde lustrum, eind 1954 werd de collectie ondergebracht in Huize Holland. De viering vond plaats in Hotel Zeiler. Omdat de collectie te groot was, werd in 1963 uitgeweken naar het Nutsgebouw in de burgemeester Penstraat, in afwachting van een nog te stichten Cultureel Centrum. De oprichting van een Cultureel Centrum liet echter op zich wachten waarna op 4 april 1968 werd besloten om de Oudheidkamer op te heffen en de collectie op te slaan in de kelder van het gemeentehuis van Baarn.

### Herstart
Op 17 december 1974 kwam een aantal in historie geïnteresseerden bijeen in het Nutsgebouw. Ze besloten tot oprichting van een Historische Kring met als doel het bevorderen van kennis uit het verleden en stimulering van de interesse daarin. Leden zouden niet langer uit gemeenteraadsleden moeten bestaan maar uit geschiedenisliefhebbers. Enkele leden van de vergadering waren al wel actief in het archief van de oudheidkamer van de gemeente Baarn. De werkgroep Oudheidkamer kwam eerst nog bijeen in een zaaltje van De Speeldoos of Astoria, later werd dat de kelder van het gemeentehuis. De tentoonstellingen werden de eerste jaren op locaties georganiseerd als het dorpshuis in Lage Vuursche, het koetshuis bij Kasteel Groeneveld en in lege winkelpanden. In 1993 had het gemeentehuis een nijpend ruimtegebrek, waarna de gemeente besloot de kelder van de Openbare Bibliotheek beschikbaar te stellen. In 2002 werd een lift gebouwd om de kelder beter bereikbaar te maken.

## Verenigingsblad Baerne
In de eerste nummers van de toen tweemaandelijkse uitgave van de Historische Kring Baerne, werd na 1976 ook De Vuursteenkoerier van de archeologiewerkgroep ARWE opgenomen.
In mei 1986 verscheen het eerste nummer van het verenigingsblad 'Baerne'. In december van het jubileumjaar 2006 verscheen het 120e nummer van de Baerne.

## Werkgroepen

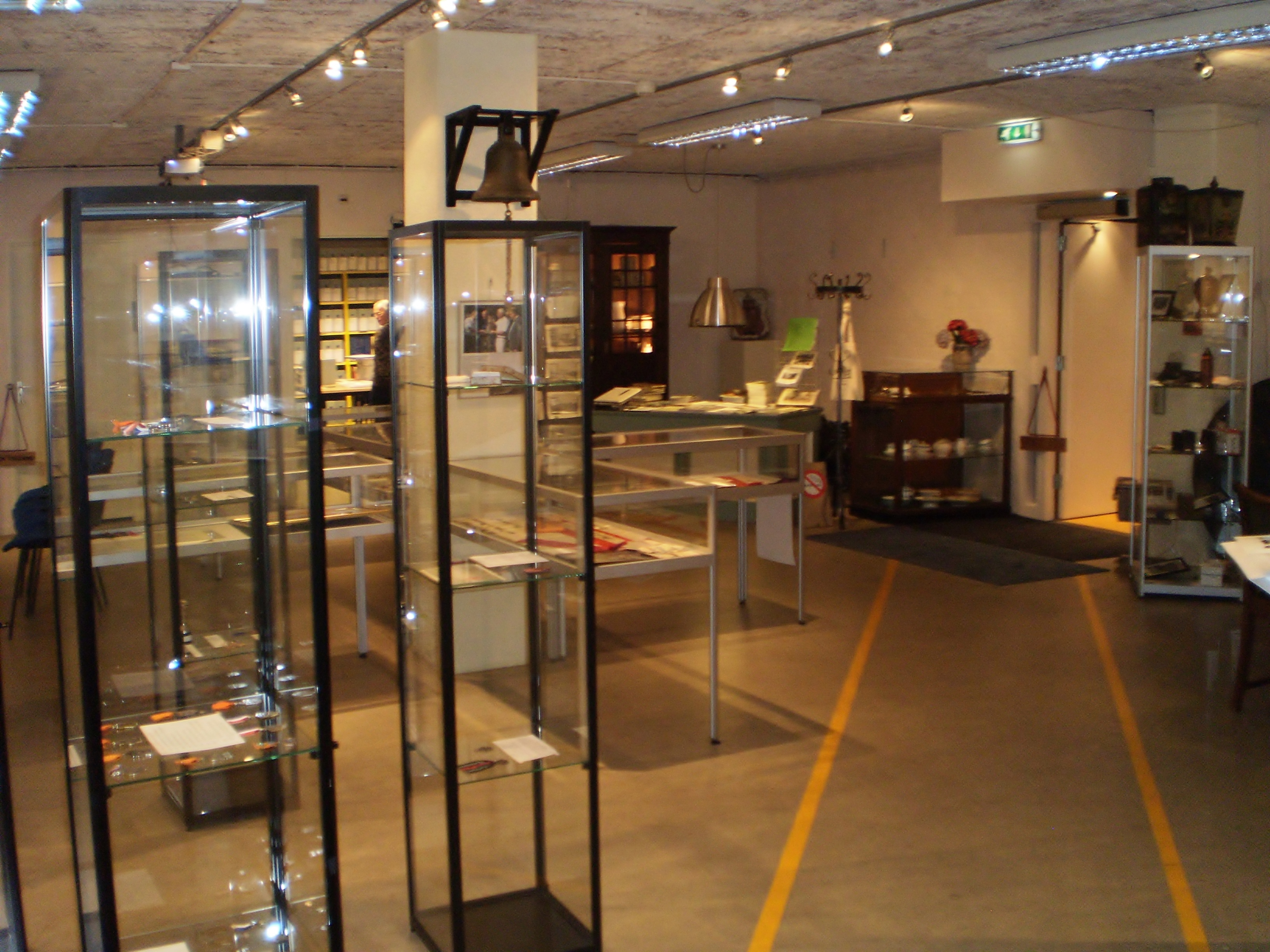
Tentoonstelling Ere wie Ere toekomt

De Historische Kring Baerne heeft in 2015 naast commissies voor communicatie, excursies en interviews werkgroepen voor:
- Archeologie – documentatie van bodemvondsten (werkgroep ARWE)
- Genealogie - verzamelen van gegevens over Baarnse families
- Oude Begraafplaats – het onderhouden van de Oude begraafplaats in Baarn
- Oudheidkamer - drie exposities per jaar
- Redactie Baerne - Het ledenblad Baerne verschijnt viermaal per jaar

## Publicaties
- Van Baerne tot Baarn[5] door R.J. van der Maal & Yvonne Akker (co-auteur T.B. Biemans) (1999) – ISBN 978-9090132327 (jubileumuitgave)
- Geïllustreerde Gids en Adresboek voor Baarn en Omstreken bevattende vele Aanwijzingen die den Vreemdeling van nut kunnen zijn, door A. Fels (2010, heruitgave van de editie uit 1889) Onder meer met wandelingen langs villa's en buitenhuizen die in een aantal gevallen nog bestaan[6].
- Duizend jaar Baarn: Geschiedenis van een Eemlands dorp, diverse auteurs onder redactie van Frits Booy en Gerard Brouwer (2014, jublileumuitgave bij 40-jarig bestaan).[7]
- Historisch Baarn (2024)
- Baarn in de wereld De wereld in Baarn, diverse auteurs onder redactie van Frits Booy en Douwe van der Meulen (2024, jubilleumuitgave bij 50-jarig bestaan) [8]